# Qiam 1
El Qiam 1 (persa: قیام-١, "Alzado-1") es un misil balístico de corto alcance diseñado y construido por Irán. Fue desarrollado a partir del Shahab-2 iraní, una copia con licencia del Hwasong-6 norcoreano, todos los cuales son versiones del misil soviético Scud-C. El Qiam 1 entró en servicio en 2010, con un alcance de 800 km (500 millas) y una precisión de 10 m (33 pies) (CEP).